# ПАС Яніна
ПАС Яніна (грец. Π.Α.Σ. Γιάννινα, Πανηπειρωτικός Αθλητικός Σύλλογος Γιάννινα — Всеепірська спортивна асоціація в Яніні) — професійний грецький футбольний клуб з міста Яніна. Заснований 1966 року. Домашній стадіон — «Зосімадес». Основні клубні кольори — білий та блакитний. Головний тренер — Нікос Анастопулос, легенда грецького футболу, найкращий бомбардир національної збірної Греції за всю її історію.

## Досягнення
У вищому національному дивізіоні Альфа Етнікі клуб грав 15 сезонів, найуспішніші з них:
- 1975-76, 5 місце: 30 матчів, 36 балів, 15 перемог, 6 нічиїх, 9 поразок, голів 40-33
- 1977-78, 5 місце: 34 матчів, 38 балів, 14 перемог, 10 нічиїх, 10 поразок, голів 45-39
- 1979-80, 6 місце: 34 матчів, 37 балів, 14 перемог, 9 нічиїх, 11 поразок, голів 50-44

Чемпіоном другого дивізіону Бета Етнікі клуб става у сезонах 1973-74, 1985-86, 2001-02.

## Відомі гравці
Греція
- Такіс Грамменіатіс
- Таліс Цирімокос
- Нікос Лаппас
- Нікос Ліакос
- Алкіс Мантос
- Томас Цурлідас
- Васіліс Папахрісту
- Васіліс Папагеліс
- Андреас Боновас
- Лакіс Папаіоанну
- Танасіс Бретанос
- Йоргос Доніс
- Юркас Сейтарідіс
- Танасіс Папазоглу
- Томас Кіпаріссіс
- Нікос Спіропулос
- Йоргос Пріскас
- Дімітріос Елефтеропулос

Інші країни
- Фото Стракоша
- Оскар Альварес
- Карлос Руїс
- Гільєрмо Рамірес